# Рид, Стефани
Стефани Рид (англ. Stephanie Reid; род. 22 июля 1996 года, Мельбурн, штат Виктория, Австралия) — австралийская профессиональная баскетболистка, выступает за клуб женской национальной баскетбольной лиги «Таунсвилл Файр». На драфте ВНБА 2018 года она не была выбрана ни одной из команд. Играет на позиции разыгрывающего защитника. Чемпионка женской НБЛ (2023). В настоящее время выступает за венгерскую команду «Уника Шопрон».
В составе национальной сборной Австралии она стала победительницей летней универсиады 2019 года в Неаполе и чемпионата Азии 2025 года в Шэньчжэне.

## Ранние годы
Стефани родилась 22 июля 1996 года в городе Мельбурн (штат Виктория) в семье Данкана и Мишель Рид, у неё есть сестра, Эмили, училась в городке Маунт-Элиза, его южном пригороде в средней школе Пенинсула-Граммар, в которой выступала за местную баскетбольную команду.